# Georg Hallwachs (Amtmann)
Johann Karl Georg Hallwachs (* 1. April 1751 in Kürnbach; † 9. August 1797 in Alsfeld) war ein deutscher Amtmann.

## Familie
Hallwachs war der Sohn des Vogtes in Kürnbach und späteren Amtmanns in Alsfeld Johann Konrad Hallwachs (1718–1789). Er war evangelischer Konfession und heiratete am 16. Juni 1787 in Darmstadt Maria Katharina Wagner (* 6. Oktober 1763 in Darmstadt; † 15. Januar 1794 in Alsfeld), die Tochter des Kammerdiener des Prinzen Georg Wilhelm in Darmstadt, Moritz Wagner und der Elisabeth Katharina Biebel. Aus der Ehe gingen folgende Kinder hervor:
- Marie Luisa Katharina Hallwachs (1783–1789)
- Friederike Charlotte Wilhelmine Steimmig, geb. Hallwachs (1784–1844), verheiratet mit dem Medizinalrat in Wertheim und Mannheim Dr. med. Wilhelm Reinhardt Amelius Steimmig
- Luise Katharina Karoline Hallwachs, geb. Hallwachs (1789–1844), verheiratet mit dem Kreisrat in Wimpfen Friedrich Ludwig Hallwachs (1779–1836)
- Dorothea Caroline Hoffmann, geb. Hallwachs (1793–1874), verheiratet mit dem Generalstabsauditeur und Advocaten Wilhelm Hoffmann
- Konrad Wilhelm Hallwachs (1786–1860), Minister, Wirklicher Geheimer Rat und Präsident des Staatsrats, Exzellenz
- Georg Ludwig Anton Friedrich Hallwachs (1788–1843), Vizepräsident des Obergerichtshofes für Rheinhessen in Mainz
- Eberhard Ludwig Hallwachs (1793–1794)

## Leben
Hallwachs studierte in Gießen ab dem 28. Januar 1766 Rechtswissenschaften. Nach dem Studium wurde er Reservat-Beamter der Cent Lauterbach und zu Angenrod. Später war er Regierungs-Advocat und mit dem Titel eines Regierungsrates ausgezeichnet. 1781 wurde er Hofrat in Darmstadt. ([1785]–1797) war er Amtmann im Amt Alsfeld.